# Empress
Empress（エンプレス）は、株式会社ウィルプラスのアダルトゲームブランドである。メインデザイナーである聖少女がすべての作品を手がけている。
Empressは『CLEAVAGE』を制作するために立ち上がったブランドだったが、『CLEAVAGE』発売後に聖少女の所属していたSKUNKWORKSが解散し、聖少女がEmpressに所属することとなり『STARLESS』以降の作品がリリースされた。
ブランド名である「Empress」の命名は、タロットカードの「女帝」に由来する。正位置の意味する「幸福・安定・美・豊か・母性・実り・愛情」と逆位置の意味する「貪欲・嫉妬・独占欲・束縛・我侭・欲張り」とを女性の二面性と捉えて、エロスとフェチズムを表現する事をコンセプトとして掲げている。
DVDプレイヤーズゲーム版に関しては、第1作の『CLEAVAGE』のみ自社ブランドの取り扱いとなっており、第2作の『STARLESS』以降は株式会社アクラスの「アイチェリー」ブランドより発売されている。

## 作品一覧

### 通常製品版
- 2005年2月18日 - CLEAVAGE[4]
- 2011年5月27日 - STARLESS（パッケージ版）[4]
  - 2011年8月12日 - STARLESS（ダウンロード版）
- 2012年6月22日 - LEWDNESS -Vita sexualis-（パッケージ版）[4]
  - 2012年9月28日 - LEWDNESS -Vita sexualis-（ダウンロード版）
- 2013年6月28日 - DominancE -ドミナンス-（パッケージ版）[4]
  - 2013年10月25日 - DominancE -ドミナンス-（ダウンロード版）
- 2014年6月27日 - P/A 〜Potential Ability〜（パッケージ版）[4]
  - 2014年9月12日 - P/A 〜Potential Ability〜（ダウンロード版）
- 2015年6月26日 - Closed GAME（パッケージ版）[5]
- 2019年6月28日 - Great Deceiver[6]
- 2019年6月28日 - 鬼作たち[7]
- 2021年6月25日 - SLEEPLESS ～A Midsummer Night's Dream～[8]
- 2022年6月24日 - SLEEPLESS Nocturne[9]

### ボックスセット
- 2013年8月30日 - 聖少女 COLLECTION BOX[4]（「STARLESS」「LEWDNESS」の豪華ボックス付き同梱パック）

### 廉価版
- 2007年2月23日 - CLEAVAGE（パッケージ版）[4]
- 2008年5月23日 - CLEAVAGE（ダウンロード版）

### DVD-PG版（Empress取り扱い）
- 2007年5月24日 - CLEAVAGE DVDPG

### DVD-PG版（アイチェリー取り扱い）
- 2012年3月29日 - STARLESS DVDPG[10]
- 2013年2月28日 - LEWDNESS DVDPG[11]
- 2014年5月22日 - DominancE DVDPG[12]